# Veinte de Noviembre, Matamoros
Veinte de Noviembre är en ort i Mexiko.   Den ligger i kommunen Matamoros och delstaten Coahuila, i den centrala delen av landet, 800 km nordväst om huvudstaden Mexico City. Veinte de Noviembre ligger 1 118 meter över havet och antalet invånare är 1 420.
Terrängen runt Veinte de Noviembre är mycket platt. Runt Veinte de Noviembre är det ganska tätbefolkat, med 129 invånare per kvadratkilometer. Närmaste större samhälle är San Antonio del Coyote, 4,8 km öster om Veinte de Noviembre. Trakten runt Veinte de Noviembre består till största delen av jordbruksmark.